# 오사이
오사이/오사이노카타 (일본어: おさい/おさいの方 おさい/おさいのかた[*], 생몰년 미상)는 무로마치 시대 후기부터 센고쿠 시대에 걸쳐 살은 여성이다. 스오국의 센고쿠 다이묘인 오오우치 요시타카의 두번째 정실(계실)이다.

## 생애
아버지는 관무가(官務家) 오츠키 코레하루로, 오사이는 요시타카의 첫번째 정실인 마데노코지 사다코를 섬기던 죠로였다. 그러나 사다코와의 사이에서 아이가 생기지 않던 요시타카는 오사이와 동침하여, 덴분 14년 (1545년)에 적자 요시타카를 낳았다. 단지, 요시타카에 대해서는 "상속자 (요시타카)는 사다코에서는 이를 범하지 않는다고 말하지만, 증거는 더더욱 없었으니(御曹子（義尊）は実子にてはをはしまさぬと申せども、証拠は更になかりけり)"라고 하는 것처럼, 요시타카의 친자인가 아닌가를 의심받고 있었다. 하지만, 요시타카의 총애를 한몸에 받아, 요시타카가 사다코와 이혼한 후에는 사실상의 정실이 되어 사다코가 거주하던 고텐으로 옮겨 살았다. 이로 인해 오사이의 권세가 오오우치가 내에서 높아졌고, 군소의 가신들이 많이 추종하거나 들여와, 가문내 정치는 문란해져, 후대의 타이네이지의 변의 원인이 되었다.
덴분 20년 (1551년)의 타이네이지의 변에서는 요시타카와 요시타카, 요시타카의 유모들과 함께 호센지로 도망쳤다. 그러나 요시타카의 권유로 미야노의 묘키지로 도망쳤고, 이어서 야마구치의 코곤지에서 출가했다. 이 변으로 요시타카와 요시타카, 게다가 아버지 코레하루도 살해당하고, 오사이는 아침 저녁으로 명복을 비는 것에 전념했다고 전해진다 (『오오우치 요시타카기』).

## 관련 작품

### 드라마
- 모리 모토나리 (1997년, NHK대하드라마) - 배우 카와고에 미와